# Agonista da dopamina

Estrutura da dopamina

Agonista do receptor de dopamina é uma droga que ativa os receptores de dopamina. Existem duas famílias de receptores de dopamina, tipo D1 e tipo D2, ambos receptores acoplados à proteína G. São utilizados no tratamento da doença de Parkinson e, em menor grau, no tratamento da depressão, hiperprolactinemia e síndrome das pernas inquietas.

## Ergolinas
Os derivados do Ergot ou ergolinas são usadas pela via oral como primeira linha para tratar mal de parkinson, hiperprolactinemia e síndrome das pernas inquietas:
- Bromocriptina: o protótipo dessa classe de fármacos.
- Cabergolina
- Pergolida

## Não-ergolinas
Mais seguros que as ergolinas para quem tem doenças cardíacas, também servem para tratar mal de Parkinson:
- Rotigotina: pode ser usado por via cutânea como adesivo.
- Ropinirol: com rápida ação, rápida metabolização e excreção renal. Causa hipotensão e tem preferência por receptores D2.
- Apomorfina: preferência por receptores D1.

## Agonistas indiretos
Atuam aumentando a liberação de dopamina ao reduzir sua recaptação pré-sináptica. Os agonistas indiretos mais conhecidos para os receptores de dopamina incluem:
- Anfetamina e metanfetamina: usadas para tratar hiperatividade(TDAH), narcolepsia e obesidade)
- Bupropiona: usada para facilitar a cessação do tabagismo e a depressão nervosa.
- Metilfenidato: usado para tratar o TDAH e a narcolepsia.
- Cocaína e seus derivados: droga excitatória de abuso, causa euforia, anestesia, alerta e pode desencadear uma síndrome dopaminérgica.

## Efeitos colaterais
Os efeitos colaterais mais comuns experimentados por pessoas que tomam um agonistas da dopamina incluem: náusea/vômitos, alucinações, sonolência ou insônia, tontura, dor de cabeça e constipação. Como os derivador do ergot podem causar problemas cardíacos, como valvulopatias, estão usando cada vez mais os não-ergolinas.